# Alassumur Lor
Alassumur Lor is een bestuurslaag in het regentschap Probolinggo van de provincie Oost-Java, Indonesië. Alassumur Lor telt 2076 inwoners (volkstelling 2010).